# Kralja Petra
Kralja Petra (en serbe cyrillique : Краља Петра), la rue du roi Pierre, est une rue de Belgrade, la capitale de la Serbie. Elle est située dans la municipalité de Stari grad.
La rue Kralja Petra a été ainsi nommée en hommage au roi Pierre Ier de Serbie.

## Localisation
La rue Kralja Petra commence son parcours à la hauteur de Kosančićev venac. Elle oriente sa course vers le nord-ouest et croise les rues Kneza Sime Markovića, Cubrina (à droite), Gračanička, Cara Lazara et Kneza Mihaila. Elle continue, toujours en direction du nord-ouest, et traverse les rues Uzun Mirkova, Zmaja od Noćaja, Gospodar Jevremova, Gospodar Jovanova et Strahinjića Bana avant d'aboutir dans la rue Cara Dušana, la rue de l'empereur Dušan.

## Architecture

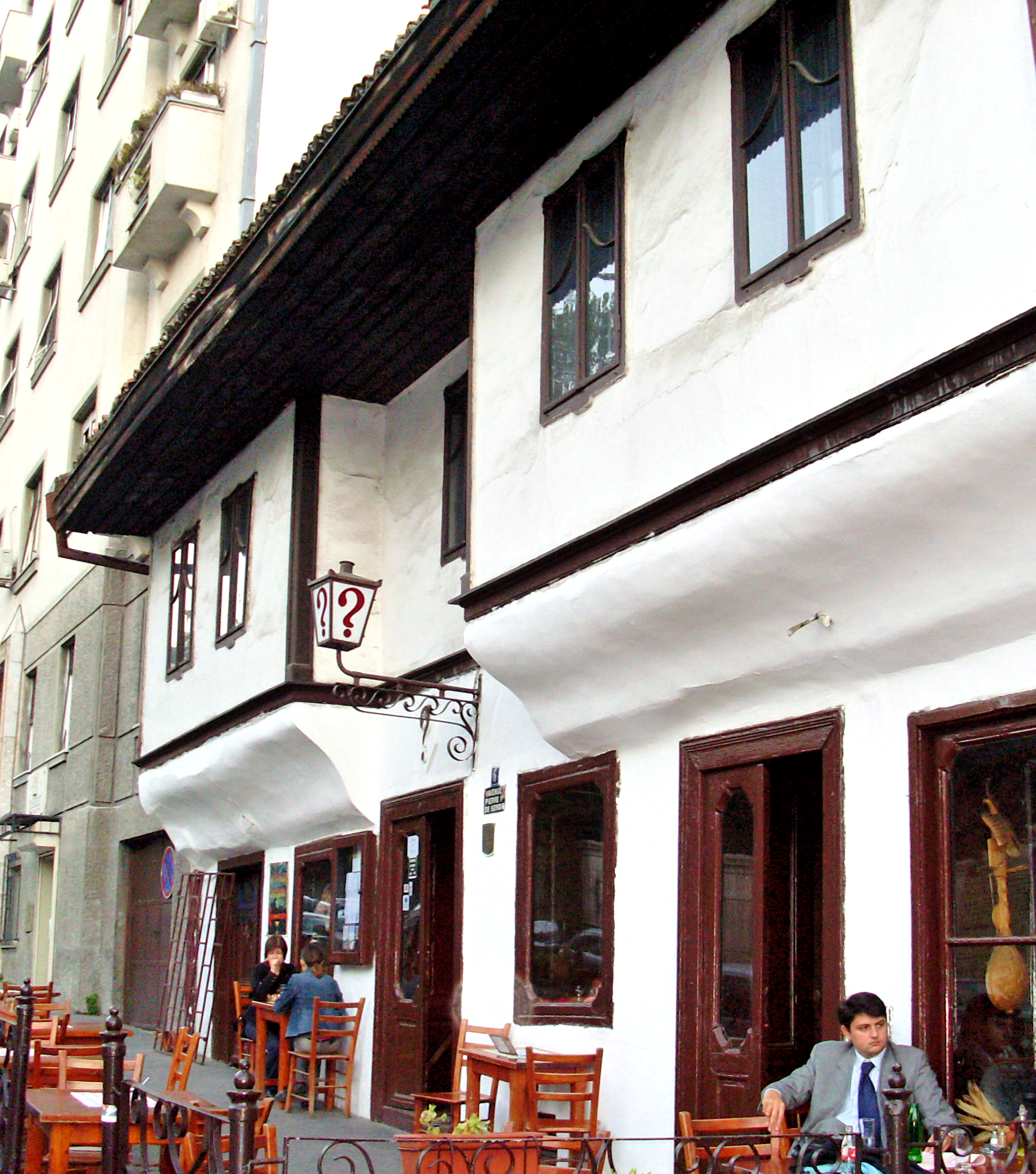
La Taverne « ? », au no 6.

La rue Kralja Petra est particulièrement riche en monuments historiques, comme l'ancien bâtiment de la Banque nationale de Serbie, situé au no 12, construit en 1889 et rénové en 1922-1925 d'après des plans de Konstantin Jovanović ; il est aujourd'hui inscrit sur la liste des monuments culturels de grande importance de la république de Serbie et figure sur la liste des biens culturels protégés de la Ville de Belgrade. D'autres bâtiments sont plus anciens, comme celui de la Taverne « ? », une kafana située au no 6 et construite en 1820 dans un style typiquement balkanique ; elle est toujours en activité,. L'École d'art de Belgrade, au no 4, a été construite vers 1836,.

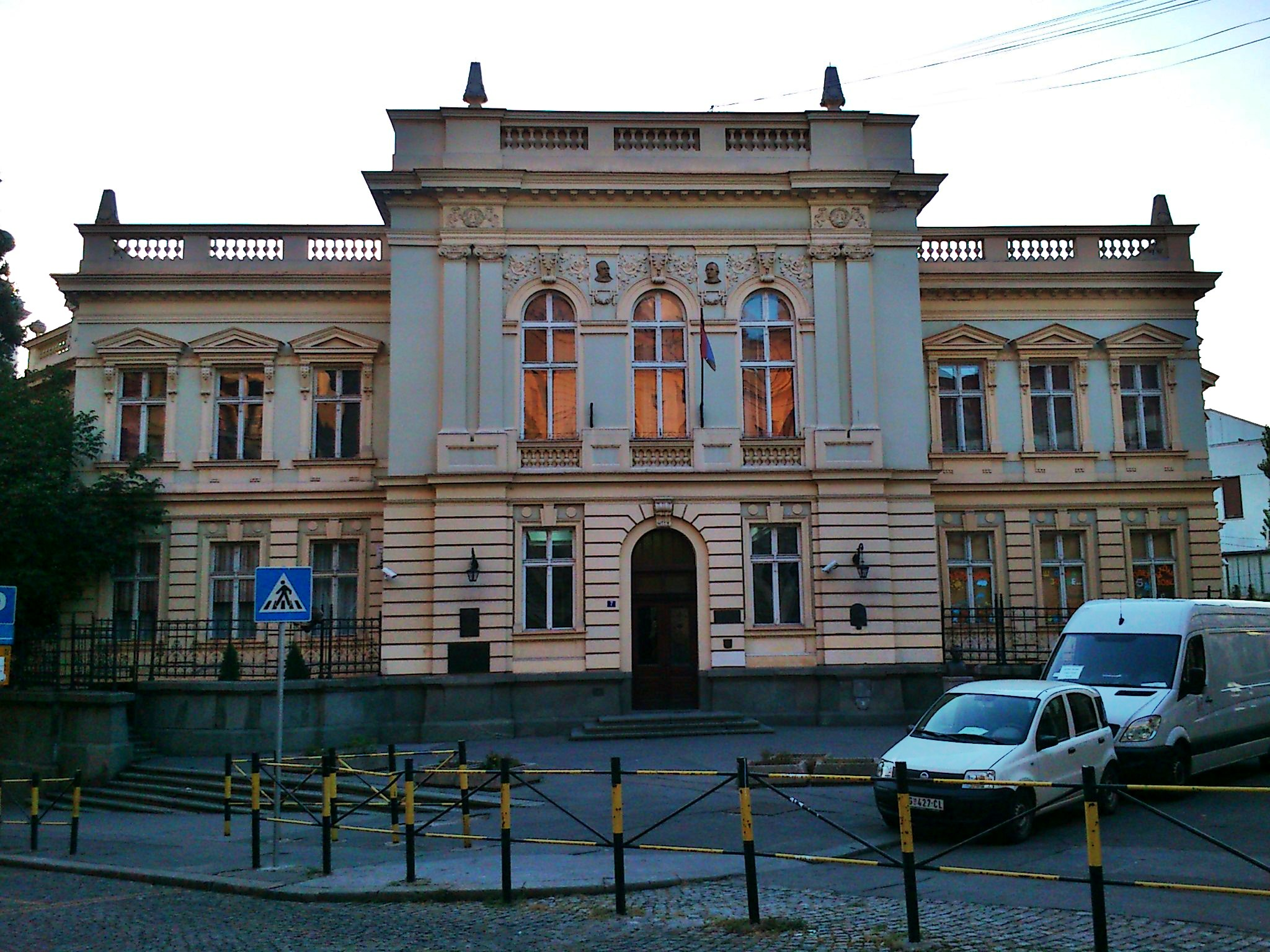
L'école élémentaire du roi Pierre Ier, au no 7.

L'école élémentaire du roi Pierre Ier, au no 7, est une œuvre de Jelisaveta Načić, la première femme architecte serbe, réalisée en 1905 et 1906,
D'autres bâtiments, notamment des résidences particulières, sont protégés par la ville de Belgrade, comme la maison de Milorad Pavlović (nos 11-13) dessinée par l'architecte	Jovan Ilkić en 1884 dans un style académique ou la maison Crvenčanin, au no 15, construite en 1887 sur des plans du même Jovan Ilkić, lui aussi dans un style académique ou encore la maison Stamenković (no 41), construite en 1907 par les architectes Andra Stevanović et Nikola Nestorović, dans un style mêlant l'académisme et l'Art nouveau.
Un grand magasin, situé au no 16, a été réalisé en 1907 sur des plans de l'ingénieur Viktor Azriel et dans un style totalement Art nouveau. Le bâtiment de l'aéro-club, situé 4 rue Uzun Mirkova et 36 rue Kralja Petra, a été construit en 1934 et 1935 par Vojin Simonović dans un style moderniste.

## Culture
Le centre culturel allemand est situé au no 50 de la rue.
La Galerie du peintre Petar Dobrović, qui dépend du Musée d'art contemporain de Belgrade, se trouve au no 36. Le Musée historique juif (Jevrejski istorijski muzej) est situé au no 71a.

## Éducation
L'école élémentaire du roi Pierre Ier, située au no 7, est toujours en activité et l'école Aleksa Šantić se trouve au no 9.
La faculté des arts appliqués de l'université des arts est située au no 4 de la rue, dans les bâtiments de l'ancienne école d'art.

## Économie
La rue Kralja Petra possède deux supermarchés Mini Maxi, aux nos 50 et 79, ainsi que plusieurs restaurants et cafés. L'Hôtel Royal est situé au no 56.

## Transports
La rue Kralja Petra est desservie par la société GSP Beograd par la ligne de tramway 2 (Pristanište – Vukov spomenik – Pristanište).